# Maria Damanakiová
Maria Damanakiová (* 18. října 1952, Agios Nikolaos, Řecko) je řecká a evropská politička. Od února 2010 do 31. října 2014 byla komisařkou pro rybolov a námořní záležitosti v Evropské komisi vedené José Barrosem.